# Bat Out of Hell: Live with the Melbourne Symphony Orchestra
Albums de Meat Loaf
Couldn't Have Said It Better
(2003) Bat Out of Hell III: The Monster Is Loose
(2006)
Meat Loaf Bat Out of Hell: Live with the Melbourne Symphony Orchestra est un album live de Meat Loaf sorti en 2004. L'album s'est classé à la 81e position en Allemagne, 14e au Royaume-Uni et à la 69e en Irlande.

## Liste des titres
Tous les titres sont signés Jim Steinman, sauf indication.
1. Bat out of Hell – 11:48
2. You Took the Words Right Out of My Mouth (Hot Summer Night) – 5:16
3. Heaven Can Wait – 5:09
4. All Revved Up with No Place to Go – 5:22
5. Two Out of Three Ain't Bad – 5:42
6. Paradise by the Dashboard Light – 11:07
7. For Crying Out Loud – 10:45
8. I'd Do Anything for Love (But I Won't Do That) – 11:05 (édition limitée & édition australienne)
9. Couldn't Have Said It Better (James Michael, Nikki Sixx) – 8:13 (édition limitée)

## Édition DVD: Bonus
1. Two Out of Three Ain't Bad – 8:44 (live video)
2. Couldn't Have Said It Better – 5:44 (Michael, Sixx) (clip original)
3. Did I Say That? – 4:52 (Michael) (clip original)
4. Bonus DVD : galerie de photographies
5. I'd Lie for You [And That's the Truth] - 5:06 (audio uniquement)
6. Rock and Roll Dreams Come Through – 6:32 (audio uniquement)
7. Dead Ringer for Love – 5:17 (audio uniquement)

## Musiciens
- Meat Loaf - chants, guitare
- Patti Russo - chants féminins
- Kasim Sulton - basse, chœurs
- Paul Crook - guitare solo
- Randy Flowers - guitares, claviers, chœurs
- Mark Alexander - claviers, chœurs
- John Miceli - batterie
- C.C. Coletti - chœurs